# 안드레아 만도를리니
안드레아 만도를리니(이탈리아어: Andrea Mandorlini, 1960년 7월 17일 ~ )는 이탈리아의 전직 축구 선수이자 축구 감독이다.

## 사생활
만도를리니는 두 아들 다비데 만도를리니, 마테오 만도를리니가 있다.

## 수상 경력

### 선수 시절
- 인테르나치오날레
  - 세리에 A: 1988–89
  - 수페르코파 이탈리아나: 1989
  - UEFA 컵: 1990–91

### 감독 시절
- 스페치아 칼초
  - 세리에 C2: 1999-00
- CFR 클루지
  - 리가 I: 2009–10
  - 쿠파 로므니에이: 2009–10
  - 수페르쿠파 로므니에이: 2010